# Castello di Caerphilly
Il castello di Caerphilly (in inglese: Caerphilly Castle; in gallese: Castell Caerffili)] è un castello fortificato della cittadina di Caerphilly, nel Galles sud-orientale, costruito tra il 1268 e il 1271 per volere di Gilberto di Clare, VII conte di Gloucester (1243-1295), signore della Marca di Glamorgan e successivamente ampliato, fino al 1326. È la più grande fortezza medievale del Galles e una delle più grandi della Gran Bretagna (seconda solo al castello di Windsor) e dell'Europa occidentale.

## Storia

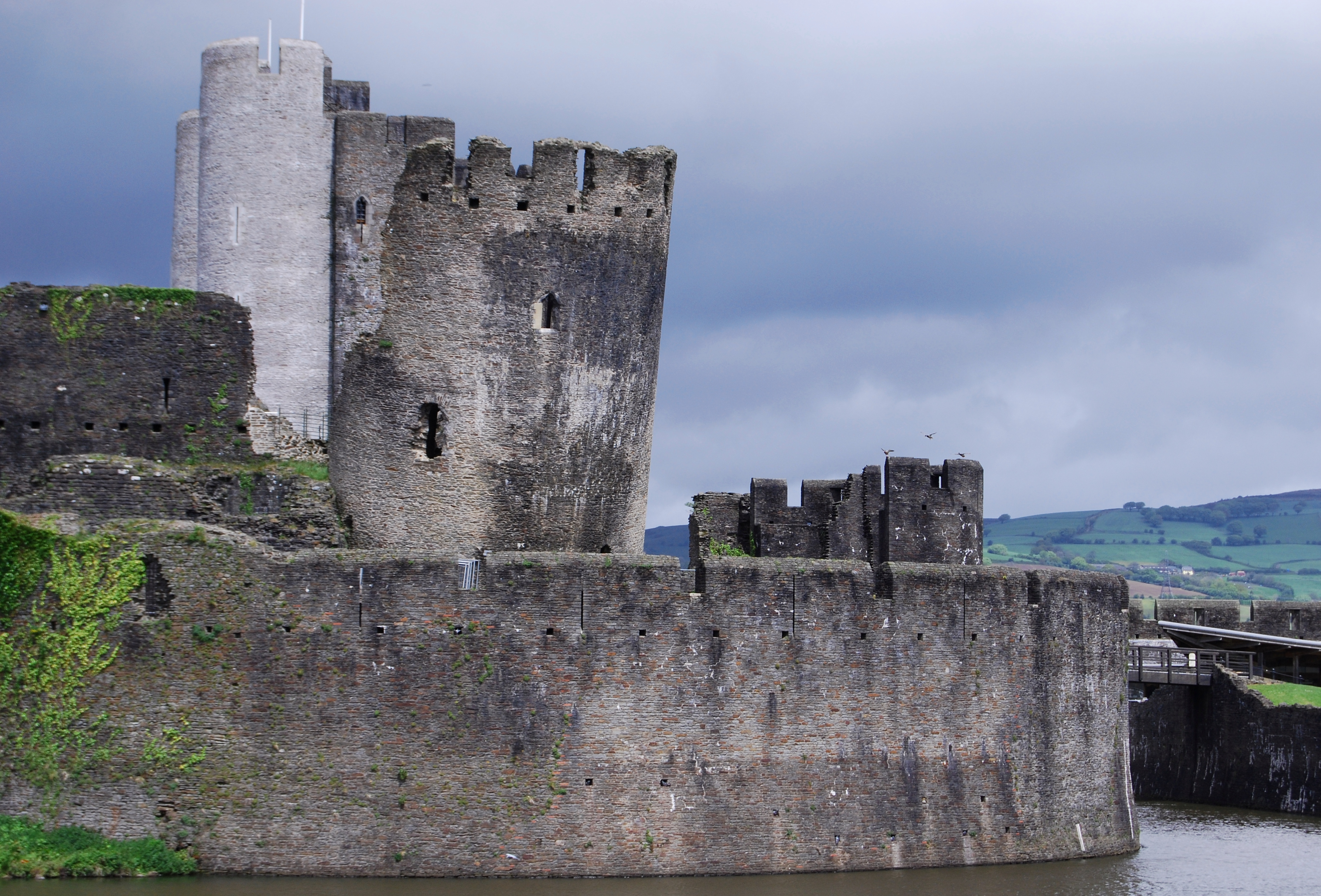
La torre inclinata del castello

Il castello fu voluto nel 1268 dal signore del Glamorgan Gilberto di Clare, VII conte di Gloucester, uno dei più potenti baroni dell'Inghilterra, che, stretta alleanza con il re inglese Enrico III, aveva cacciato il signore della zona Llywelyn ap Gruffudd ap Rhys. La costruzione, iniziata l'11 aprile 1268 durò 58 anni.
L'edificio fu attaccato nel 1270 da Llywellyn ap Gruffudd ap Rhys.
A partire dal XV secolo, cadde lentamente in rovina.
Nel corso della guerra civile inglese, si tentò di far saltare in aria una delle torri del castello, che, per questo motivo, pende tuttora da un lato.
Tra il 1930 e il 1940, fu intrapresa, per volere del quarto marchese di Bute, un'ampia opera di restauro, che conferì all'edificio la forma attuale.

## Caratteristiche
Il castello occupa una superficie di 12 ettari. Presenta una struttura complessa, caratterizzata da mura concentriche circondate da laghetti artificiali.
Si tratta del primo castello concentrico costruito in Gran Bretagna. Si distingue dalla maggior parte degli altri castelli gallesi per non aver mai funto da residenza reale.
L'edificio è di proprietà del Cadw.

## Il castello nel cinema e nelle fiction
- Nel castello di Caerphilly sono state girate alcune scene del film del 1984, diretto da Stephen Weeks e con protagonisti Miles O'Keeffe e Cyrielle Clair, Sword of the Valiant: The Legend of Sir Gawain and the Green Knight[9]
- Il castello è stato utilizzato come location per il film del 1995, diretto da Michael Hoffman e con protagonisti Robert Downey Jr., Sam Neill e David Thewlis, Restoration - Il peccato e il castigo[9]
- Nel castello sono state girate alcune scene della miniserie televisiva del 2003 Castle[9]
- Il castello è stato utilizzato in diversi episodi della serie televisiva inglese del 2008 Merlin[10] ed è servito anche per alcune scene di Doctor Who[11].

## Galleria d'immagini

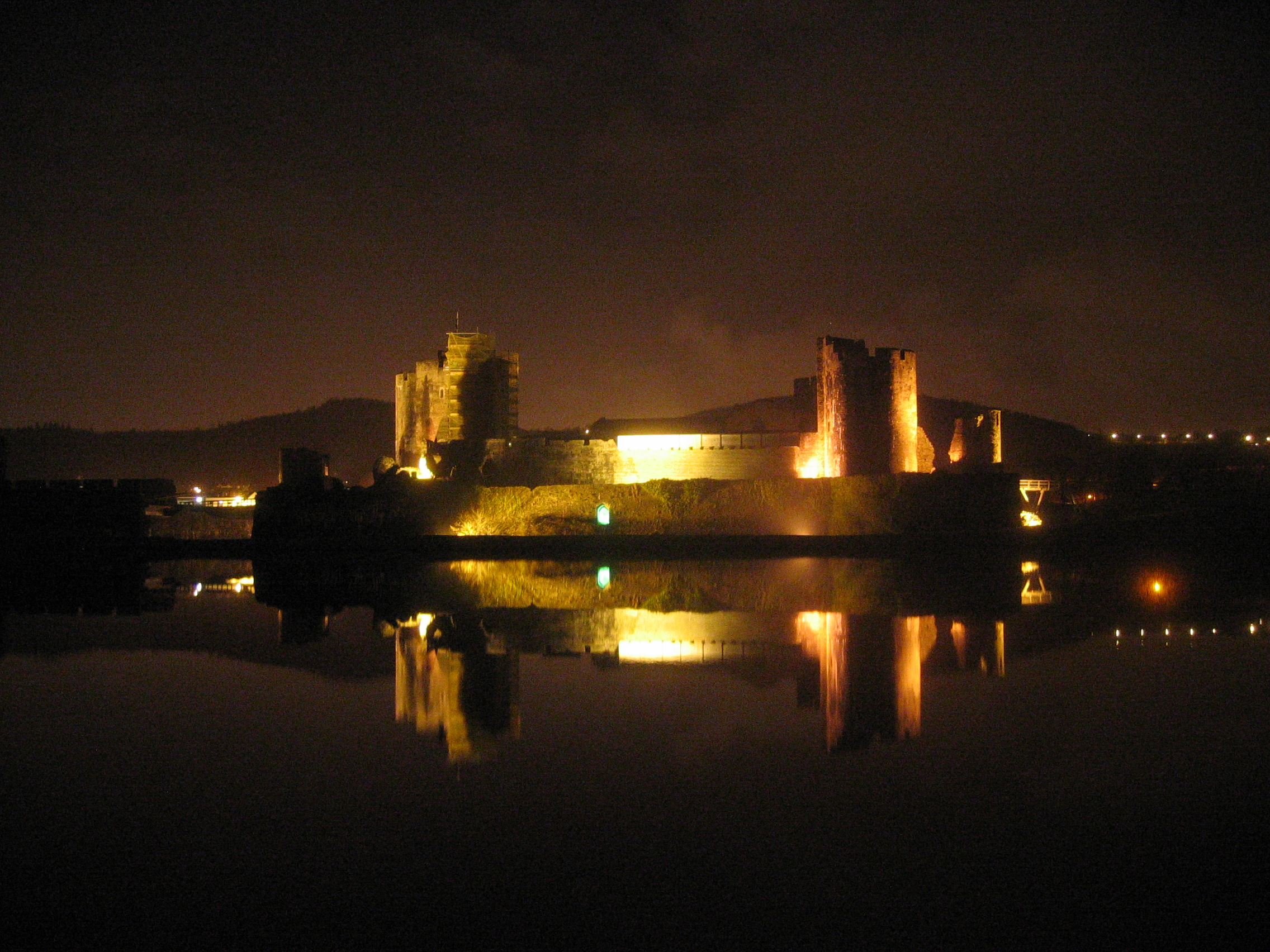
Immagine in notturna del castello di Caerphilly
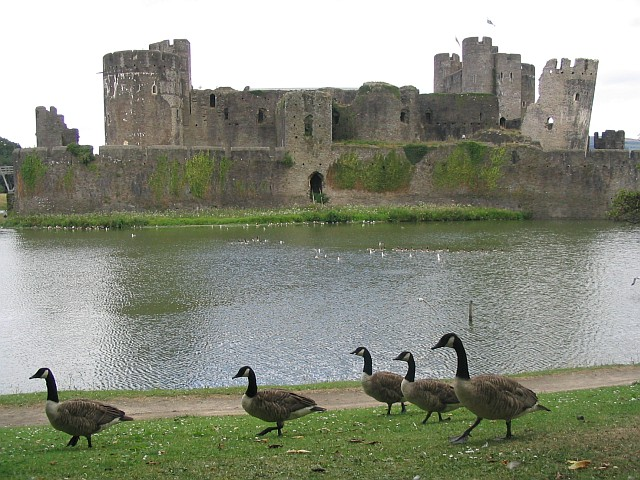
Il castello e il fossato circostante
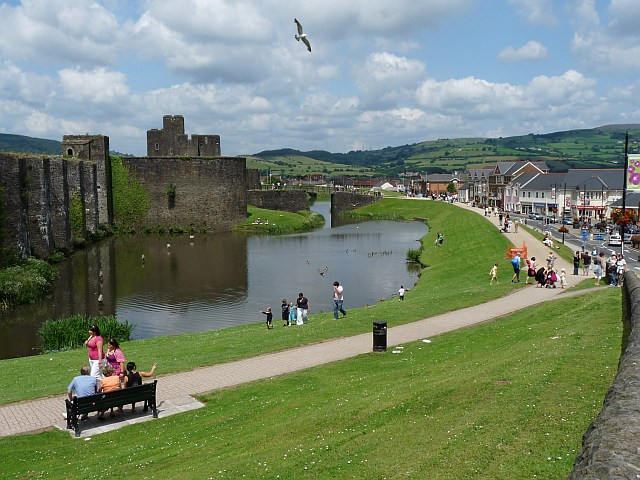
Un'ala del castello con il laghetto circostante
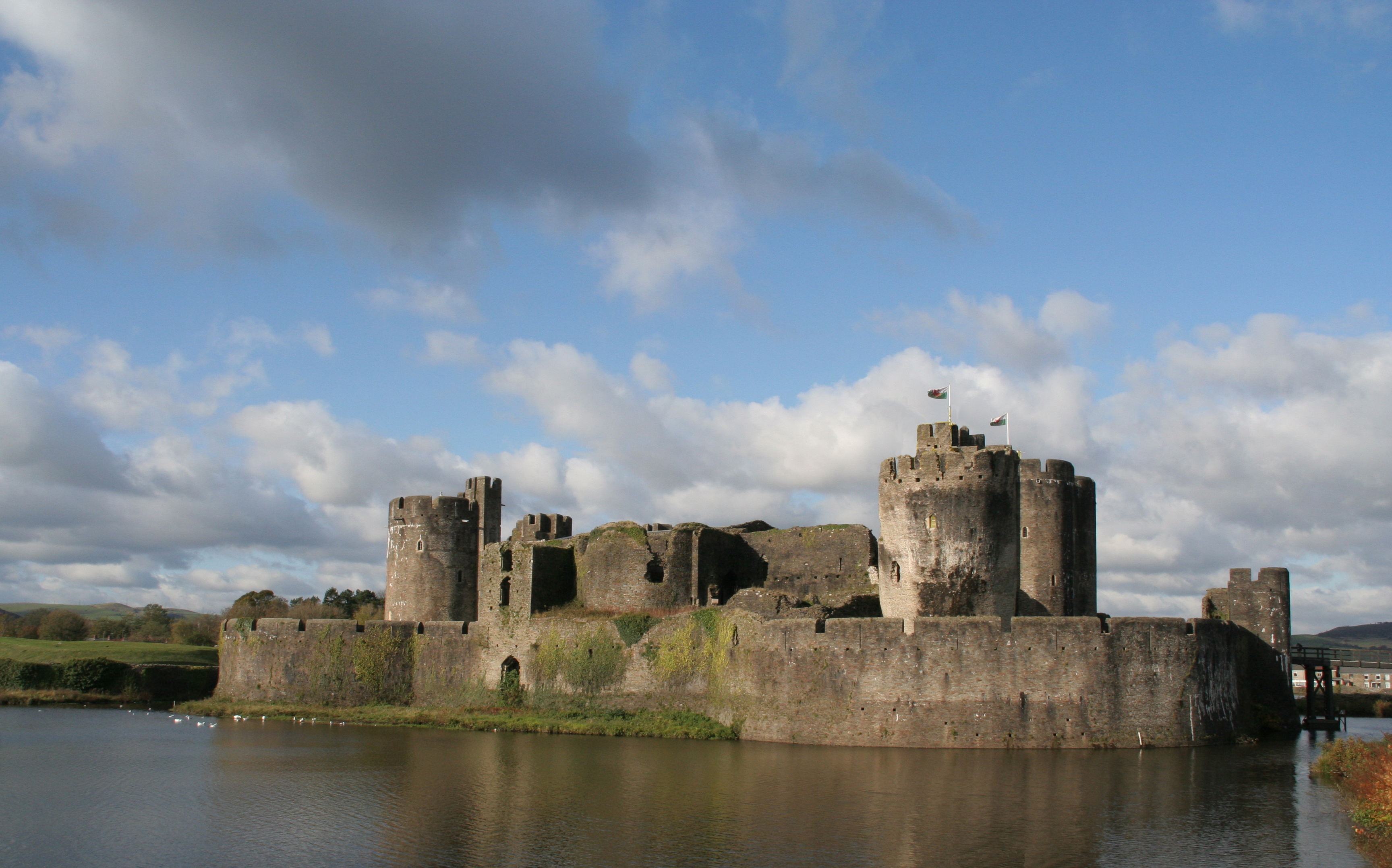
Le mura del castello